# 新宮ガス
新宮ガス株式会社（しんぐうガス）は、和歌山県新宮市に本社を置く大阪ガス連結子会社のLPガス・一般ガス事業者である。

## エリア
都市ガス
- 新宮市

プロパンガス
- 新宮市
- 那智勝浦町
- 太地町
- 紀宝町
- 御浜町

## 沿革
- 1961年（昭和36年）3月：当社創立（資本金3,000万円）
- 1963年（昭和38年）8月：2,000万円増資（資本金5,000万円）
- 2003年（平成15年）12月：LNGあけぼの工場完成
- 2004年（平成16年）9月：天然ガス転換完了
- 2007年（平成19年）11月：第三者割当増資により大阪ガスの子会社化（資本金1億3,500万円）[1]
- 2009年（平成21年）5月：本社移転（新宮市あけぼの）